# Giulio Genoino (Salerne)
Pour les articles homonymes, voir Giulio Genoino.
Giulio Genoino, né en 1567 à Cava de' Tirreni et mort en janvier 1648 à Port Mahon, est un juriste et homme politique italien.

## Aperçu biographique
Déjà en 1619, à l’époque du duc d’Ossuna, vice-roi de Naples, Giulio Genoino avait défendu les droits du peuple avec le « Manifesto del fedelissimo popolo napoletano ». Après l’échec de la réforme conduite avec le  duc d’Ossuna, il est emprisonné d’octobre 1620 à 1640. En 1647 Genoino, malgré ses quatre-vingt ans, poussa la classe la plus misérable de la ville, et surtout le jeune Masaniello, à demander au Vice-roi, le duc d’Arcos, l’abolition de la gabelle sur les fruits. Il joue un rôle prépondérant dans la révolution napolitaine de juillet-août 1647. C’est lui qui réclama les privilèges de Charles Quint et rédigea le programme contre les nobles. Nommé président doyen de la Sommaria et président du collège des docteurs le 17 juillet 1647 par le vice-roi, il est éloigné de Naples le 4 septembre. La mort de Masaniello et l’exil de Genoino infligèrent un coup grave à l’agitation populaire. Genoino mourut à Port Mahon en 1648.

## Œuvres
- Lettera agli accademici Oziosi intorno alle pretensioni del popolo (circa 1619).
- Manifesto del fedelissimo popolo napoletano (1620).
- Memoriale dal carcere al Re di Spagna, Firenze, Leo S. Olschki, 2012 (ISBN 978-88-222-6227-1)